# Municipio de Jala
El municipio de Jala es un municipio situado en el estado mexicano de Nayarit. Según el censo de 2020, tiene una población de 19 321 habitantes.
Está localizado en el sureste del territorio estatal y su cabecera es la localidad de Jala.

## Geografía
El municipio de Jala se encuentra localizado en el sureste del estado de Nayarit y tiene una extensión territorial total de 505,00 kilómetros cuadrados. Sus coordenadas geográficas extremas son 21° 03' - 21° 22' de latitud norte 104° 14' - 104° 34' de longitud oeste y su altitud fluctúa entre 300 y 2500 metros sobre el nivel del mar.
Al noroeste del municipio limita con el municipio de Santa María del Oro, al noreste con el municipio de La Yesca, al sureste y sur con el municipio de Ixtlán del Río y al suroeste con el municipio de Ahuacatlán.

## Demografía
De acuerdo a los resultados del Censo de Población y Vivienda de 2020 realizado por el Instituto Nacional de Estadística y Geografía, el municipio de Jala tiene una población de 19 321 habitantes, de los que 9553 son hombres y 9768 son mujeres.

### Localidades
Las principales localidades del municipio y su población en 2010 eran las siguientes:
| Localidad               | Población |
| Total Municipio         | 17 698    |
| Jala                    | 5 586     |
| Jomulco                 | 3 922     |
| Rosa Blanca             | 2 668     |
| Los Aguajes             | 1 094     |
| Cofrafía de Juanacatlán | 850       |

## Gobierno
El gobierno del municipio le corresponde a su ayuntamiento, el cual es electo mediante voto popular, directo y secreto por un periodo de tres años reelegibles para el inmediato siguiente. Se encuentra integrado por el presidente municipal, el síndico y el cabildo conformado por siete regidores, de los que cinco son electos por el principio de mayoría relativa y dos por el de representación proporcional. Todos entran a ejercer sus cargos el día 17 de septiembre del año de su elección.

### Representación legislativa
Para la elección de diputados locales al Congreso de Nayarit y de diputados federales a la Cámara de Diputados federal, el municipio de Jala se encuentra integrado en los siguientes distritos electorales:
Local:
- Distrito electoral local 13 de Nayarit con cabecera en Jala.[5]

Federal:
- Distrito electoral federal 3 de Nayarit con cabecera en la ciudad de Compostela.[6]

### Presidentes municipales
| Nombre                                 | Período    |
| -------------------------------------- | ---------- |
| Bibiano Cambero                        | 1897-1898  |
| Enrique Delgado                        | 1917       |
| J Asunción Ledezma                     | 1918       |
| Francisco P. Cambero                   | 1919       |
| Catarino Ibarra                        | 1919       |
| Timoteo Pérez                          | 1919       |
| Antonio Villareal                      | 1920-1921  |
| J. Merced Grande                       | 1922       |
| Antonio Villareal                      | 1923       |
| J. Trinidad Ayón                       | 1924       |
| Francisco Z. Guardado                  | 1925       |
| Epifanio Gómez                         | 1926       |
| Ramón Rodríguez                        | 1927- 1928 |
| Francisco Z. Guardado                  | 1929       |
| Canuto Zúñiga                          | 1930       |
| Pablo N. Ramos                         | 1931- 1932 |
| Ignacio Santana Solís                  | 1933       |
| Francisco Guajardo                     | 1934       |
| J. Jesús Cortés H.                     | 1935-1937  |
| Salvador Ventura                       | 1938-1939  |
| Ramón Rodríguez                        | 1940       |
| Manuel Martínez                        | 1941- 1942 |
| Pedro González                         | 1943       |
| Pablo Zúñiga Pérez                     | 1944       |
| Pedro Ramos Junior                     | 1945       |
| Silverio González Iriarte              | 1946-1949  |
| Miguel Aguilar                         | 1950- 1951 |
| Indalecio Morales Cortés               | 1951-1954  |
| Inocencio Serrano                      | 1957       |
| Raymundo Delgado Torres                | 1958- 1959 |
| Antonio Cambero Vizcaíno               | 1960       |
| Ramón Gómez Ledezma                    | 1961- 1963 |
| J. Jesús Carrillo Nieves               | 1964- 1965 |
| Guillermo Arturo Chávez De Los Ángeles | 1966       |
| José Padilla Montoya                   | 1966- 1970 |
| José Santos Ramos                      | 1970-1974  |
| Cirilo Ramos Llanos                    | 1974- 1976 |
| Juan Ramos Robles                      | 1976-1979  |
| Juan Francisco Cambero Ibarra          | 1979- 1981 |
| J Carlos Octavio Carrillo Santana      | 1981- 1984 |
| J Merced Partida Altamirano            | 1984- 1987 |
| Francisco Pérez Silva                  | 1987- 1990 |
| J Carlos Octavio Carrillo Santana      | 1990-1993  |
| Francisco Partida Cambero              | 1993- 1996 |
| Lino Jacobo Aquino                     | 1996-1999  |
| Roberto Ruvalcaba Partida              | 1999       |
| Marco Antonio Cambero Gómez            | 2002-2005  |
| Juan José Jacobo Solís                 | 2005-2008  |
| Miguel Ángel González Gónzalez         | 2008-2011  |
| Marco Antonio Cambero Gómez            | 2011-2014  |
| Mario Alberto Villarreal Cambero       | 2014-2017  |
| Carlos Rafael Carrillo Rodríguez       | 2017-2021  |
| Antonio Carrillo Ramos                 | 2021-2024  |
| Marco Antonio Cambero Gómez            | 2024-2027  |